# Point May
Point May är en ort i Kanada.   Den ligger i provinsen Newfoundland och Labrador, i den östra delen av landet, 1 500 km öster om huvudstaden Ottawa. Point May ligger 10 meter över havet och antalet invånare är 260.
Terrängen runt Point May är platt. Havet är nära Point May åt sydväst. Trakten är glest befolkad. Närmaste större samhälle är Fortune, 20,0 km norr om Point May. 